# Édouard Alliot
Édouard Alliot est un homme politique français, né le 26 février 1900 à Wassigny (Aisne) et mort le 16 novembre 1981 au Cateau-Cambrésis (Nord).

## Biographie
Édouard Denis Marie Joseph Alliot est né à Wassigny le 26 février 1900 d'Édouard Jean Baptiste Alfred Alliot et de Louise Marie Marouzé. Il est issu d'une famille dont les ascendants ont exercé des fonctions publiques telles que son grand-père et son arrière-grand-père ont été maires de Wassigny, et son beau-père a été député et sénateur de l'Aisne. Lors de la Première Guerre mondiale, il est incorporé de force dans des commandos de prisonniers civils de guerre. Après la guerre, il se destine d'abord à une carrière militaire avant de revenir en Thiérache pour récupérer l'exploitation familiale. Après le baccalauréat, il décida de reprendre une exploitation agricole pour devenir agriculteur comme son père. En 1934, il devient président de la Chambre syndicale des exploitants forestiers de la Thiérache. Il est élu conseiller municipal de Wassigny en 1939 et il est même adjoint du maire. La même année, il est élu conseiller général du canton de Wassigny. Lors de la Seconde Guerre mondiale, il participe à la résistance en Indre.
Après la guerre, il est réélu conseiller général du même canton et il devient vice-président du conseil général de l'Aisne. En 1951, il est candidat à la députation sur la liste de l'Union des indépendants et des paysans mais celui-ci n'est pas tête de liste. La liste ne recueillant que 9,8 %, seule la tête de liste devient député de ce département. En 1956, il est de nouveau candidat mais en tant que tête de liste de l'Union des indépendants et des paysans et celui-ci est élu comme député de l'Aisne. À la suite de l'instauration de la Ve République, il est élu député de la troisième circonscription de l'Aisne en 1958. À la suite de la dissolution de l'Assemblée Nationale en 1962, celui-ci est battu dans une triangulaire. À la suite de cette élection législative, il renonce à un nouveau mandat de conseiller général du canton de Wassigny en 1970. Celui-ci meurt le 16 novembre 1981 au Cateau-Cambrésis. Il était toujours membre du conseil municipal de Wassigny au moment de sa mort.
Il est le père de six enfants. Il a été chevalier de la légion d'honneur à titre militaire et détenteur de la médaille des prisonniers civils de guerre.

## Mandats électifs
- Conseiller municipal de Wassigny: 1945 - 1981
- Adjoint au maire de Wassigny
- Conseiller général du canton de Wassigny: 1934 - 1940 et 1945 - 1970
- Vice-Président du conseil général de l'Aisne
- Député de l'Aisne: 1956 - 1958
- Député de la troisième circonscription de l'Aisne: 1958-1962